# Alfred Schulze (Architekt)

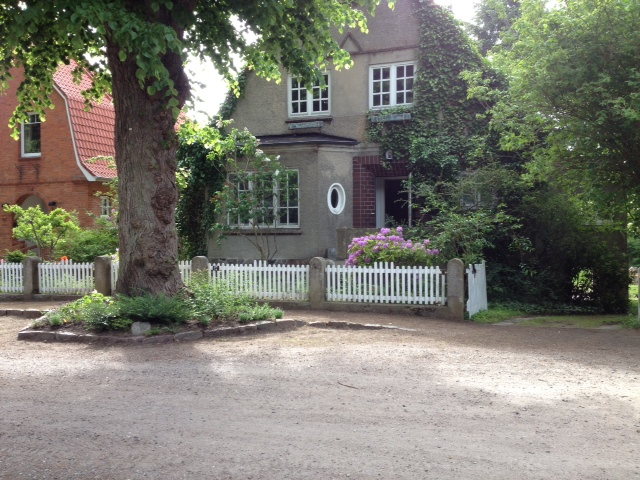
Wohnhaus für Max Zühl, Bad Malente

Alfred August Schulze (* 22. Juli 1886 in Beuthen; † 7. Juni 1964 in Malente-Gremsmühlen) war ein deutscher Architekt.

## Leben
Nach dem Schulbesuch bis zur Untersekunda im Gymnasium Bunzlau bis 1904 besuchte Alfred Schulze die städtische Kunstgewerbe- und Handwerkerschule Charlottenburg und die staatliche Baugewerkschule Breslau bis 1906. 1910 ließ er sich in Worpswede im Haus seines Bruders Walter Schulze nieder, wo er als Zeichner und später auch als Architekt tätig war. Alfred Schulze arbeitete mehrfach mit Heinrich Vogeler zusammen. Auch sein älterer Bruder Walter war bereits in ähnlicher Weise seit 1906 in Worpswede wirksam. Von 1915 bis 1917 unterrichtete Alfred Schulze an der staatlichen Kunstgewerbeschule Bremen. In zwei Gedichten behandelte der befreundete Schriftsteller Edwin Koenemann Begegnungen mit Alfred Schulze, in „Anamitischer Zauberer“ und in „Das nächtliche Fest“, zwei Betrachtungen über Künstlerfeste in Worpswede im Januar 1918. Im gleichen Jahr heiratete er die knapp 16-jährige Frieda Margareta Dorothea geb. Plass. 1919 zog er um nach Malente-Gremsmühlen. 1924 heiratete er in 2. Ehe Louise Sophie Küchenmeister. In Malente betrieb er sein Büro bis zu seinem Tod, zuletzt gemeinsam mit seinem aus  erster Ehe stammenden Sohn Stephan, der ebenfalls Architekt wurde.
Alfred Schulzes Nachlass befindet sich im Schleswig-Holsteinischen Archiv für Architektur und Ingenieurbaukunst in Schleswig (Bestand 1 „Alfred Schulze“).

## Bauten
- 1918: Einfamilienhaus für Clara Rilke-Westhoff in Fischerhude
- 1925: Wohnhaus für Max Zühl, Am Bergenholz 17, Bad Malente
- 1926–1927: Turnhalle mit Zollingerdach, Ringstraßen-Quartier, März 2025 abgerissen, Bad Malente
- vor 1927: Fährhaus Fissau[9]
- 1932: Umbau des Stendorfer Jagdschlosses zum Herrenhaus für Marius Böger auf Gut Stendorf
- 1932: Einfamilienhaus (sog. „Parkhaus“) für Marius Böger auf Gut Stendorf
- 1920er bis 1950er Jahre: Siedlung Wiesmoor
- um 1940: Werkssiedlung der Berlin-Lübecker Maschinenfabriken in Lübeck-Israelsdorf